# Gouvernement Jaspar I
Royaume de Belgique
Poullet Jaspar II
Le gouvernement Jaspar I est un gouvernement catholique-socialiste-libéral qui gouverna la Belgique du 20 mai 1926 jusqu'au 21 novembre 1927.   
Après la chute du gouvernement Poullet provoquée une opposition radicale des milieux financiers, Henri Jaspar met en place un gouvernement d'union nationale d'orientation conservatrice. Des personnalités du monde financier, comme Émile Francqui de la Société Générale et Maurice Houtart de la Banque de Bruxelles, font directement partie du gouvernement.     
Ce gouvernement parvient à rembourser la dette publique belge. Après avoir imposé les pouvoirs spéciaux au Parlement, il crée la SNCB : les bons du Trésor sont transformés en action, transformant les créanciers de l'État en actionnaires du chemin de fer. La convertibilité du franc belge avec l'or est également rétablie.     
Après la stabilisation monétaire, l'avenir de la coalition gouvernementale est incertaine. Les socialistes, les démocrates chrétiens et les flamingants posent de nouvelles conditions à leur participation gouvernementale. Finalement, le Parti catholique parvient à unifier conservateurs, démocrates chrétiens et flamingants. Lorsque le gouvernement démissionne, une nouvelle majorité catholique et libérale est mise en place sans les socialistes.

## Composition
| Ministère                                                       | Nom                    | Parti            |
| --------------------------------------------------------------- | ---------------------- | ---------------- |
| Premier et ministre de l'intérieur de la santé publique         | Henri Jaspar           | Parti catholique |
| Ministre des affaires étrangères                                | Émile Vandervelde      | POB              |
| Ministre des arts et des sciences                               | Camille Huysmans       | POB              |
| Ministre de justice                                             | Paul Hymans            | Parti libéral    |
| Ministre des finances                                           | Maurice Houtart        | Parti catholique |
| Ministre de l'agricultre et des travaux publics                 | Henri Baels            | Parti catholique |
| Ministre de l'industrie, du travail et de la prévoyance sociale | Joseph Wauters         | POB              |
| Ministre des chemins de fer, des postes et de la télégraphe     | Édouard Anseele        | POB              |
| Ministre de la défense nationale                                | Charles de Broqueville | Parti catholique |
| Ministre des colonies                                           | Maurice Houtart        | Parti catholique |
| Ministre sans portefeuille                                      | Émile Francqui         | Parti libéral    |

## Remaniements
- 15 novembre 1926:
  - Maurice Houtart (Parti catholique cède la compétence colonies et reste ministre des finances
  - Édouard Pecher (Parti libéral) est nommé ministre des colonies
- 18 janvier 1927:
  - Henri Jaspar (Parti catholique) cède les compétences de l'intérieur et de la santé publique à Maurice Vauthier (libéraux)
  - Édouard Pecher (Parti libéral) démissionne comme ministre des colonies et est remplacé par  Henri Jaspar.